# Kunowsky (cráter marciano)
Kunowsky es un cráter de impacto del planeta Marte situado al sur del cráter Lomonosov, al oeste de Lyot, al noroeste de Bamberg y al noreste de Arandas, a 56.8° norte y 9.7º oeste. El impacto causó un boquete de 67 kilómetros de diámetro. El nombre fue aprobado en 1973 por la Unión Astronómica Internacional, en honor al abogado y astrónomo amateur George K. Kunowsky (1786-1846).
|  |  |